# ابزار استخوانی

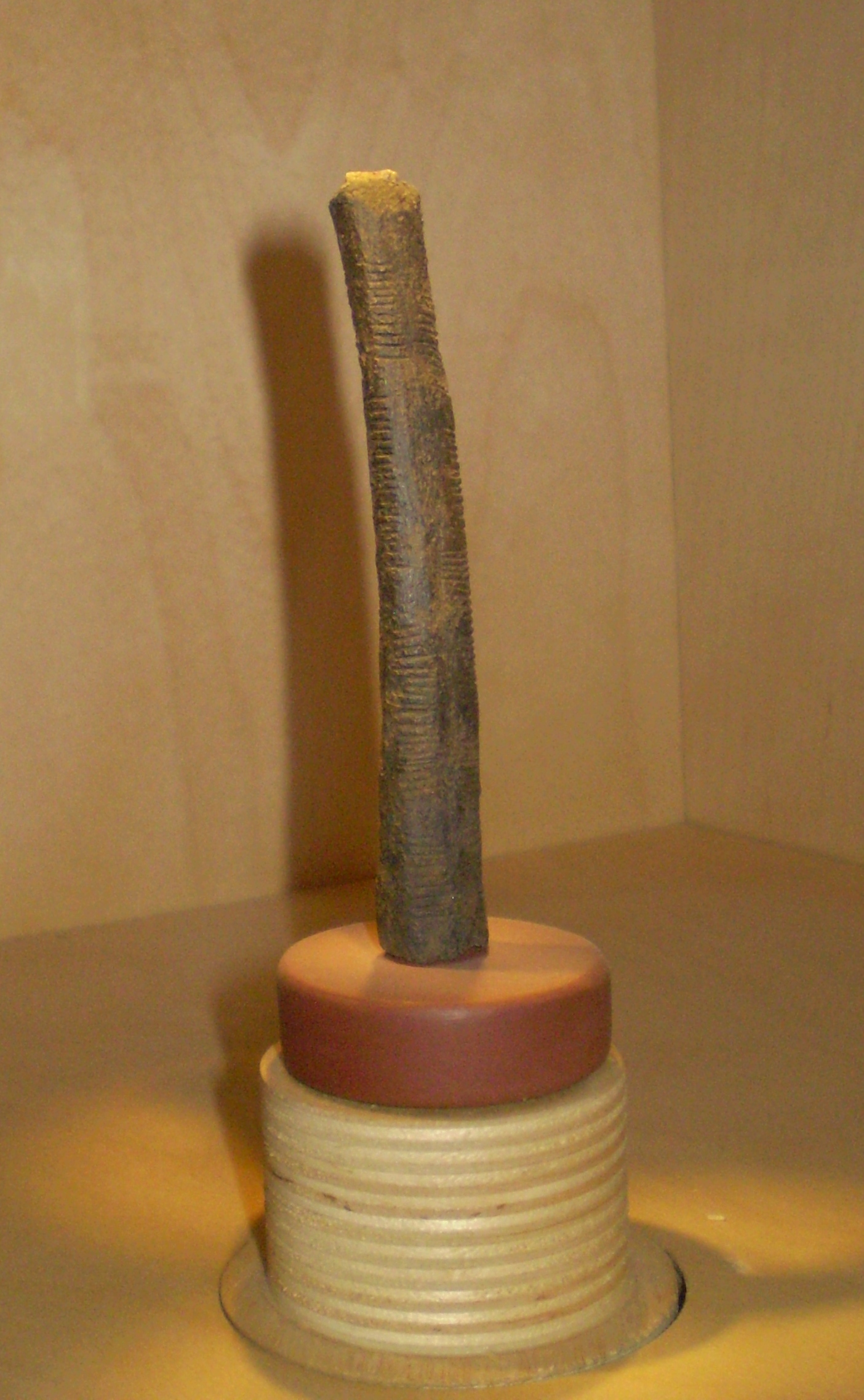
استخوان ایشانگو

در باستان‌شناسی، ابزار استخوانی (انگلیسی: Bone tool) به ابزاری گفته می‌شود که از استخوان ساخته شده‌است. یک ابزار استخوانی می‌تواند تقریباً از هر استخوانی و به شیوه‌های متنوعی ساخته شود.
ابزارهای استخوانی از زمان ظهور انسان هوشمند به ثبت رسیده‌اند و همچنین در میان نئاندرتال‌ها یا حتی پیش از آن وجود داشته‌اند. از استخوان برای ساختن ابزار توسط تقریباً تمامی جوامع شکارچی-گردآورنده استفاده شده‌است؛ حتی وقتی که سایر مواد به راحتی در دسترس بودند. به‌طور بالقوه، از هر قسمت از اسکلت می‌توان استفاده کرد؛ گرچه، شاخ گوزن و استخوان‌های بلند برخی از بهترین مواد برای کار هستند. تکه‌های استخوان بلند را می‌توان با تراشیدن توسط یک سنگ ساینده به آلاتی از قبیل تیر و سر نیزه، سوزن، درفش و قلاب ماهیگیری شکل داد.